# Pál Judit
Pál Judit (Sepsiszentgyörgy 1961. december 21.) erdélyi magyar történész, egyetemi tanár, az MTA külső tagja. 

## Élete
1985-ben végzett a Babeș–Bolyai Tudományegyetem történelem–filozófia szakán.  1985 és 1990 között történelemtanár Besztercén, Csernátonban, majd Sepsiszentgyörgyön. Utána 1993-ig a sepsiszentgyörgyi múzeumban dolgozott. Majd 1998-ig tudományos kutató volt Nagyszebenben a Román Akadémia társadalomtudományi intézetében. 1998-tól a Babeș–Bolyai Tudományegyetem oktatója (adjunktus, 1998; docens, egyetemi tanár, 2014). 1998 doktorált a Babeş–Bolyai Tudományegyetemen Városfejlődés a Székelyföldön a XIX. században című disszertációjával. 2011-ben a Debreceni Egyetemen habilitált. 2019-től az MTA külső tagja.

## Munkássága
Kutatási területei: városfejlesztés, Erdély 18–19. századi társadalom- és politikatörténete, az erdélyi örmények története. Több kutatási program vezetője, tagja, nemzetközi konferenciák szervezője. Több doktori iskola tagja: BBTE, Kolozsvár, „Történelem – civilizáció – kultúra” doktori iskola; Eszterházy Károly Egyetem, Eger,  történelemtudományi doktori iskola; ELTE, Budapest, történelemtudományi doktori iskola.

### Könyvei (válogatás)
- Erdélyi várostörténeti tanulmányok (társszerző: Fleisz János), Teleki László Intézet, Pro-Print Könyvkiadó, Csíkszereda, 2001
- Városfejlődés a Székelyföldön 1750–1914. Pro-Print Könyvkiadó, Csíkszereda, 2003
- Armeni în Transilvania: contribuții la procesul de urbanizare și dezvoltare economică a provinciei (társszerző: Bogdan Aldea), Romanian Cultural Institute, Center for Translyvanian Studies, 2005
- Aristokrat v službách štátu: Gróf Emanuel Péchy (társszerző: Roman Holec), Kalligram, Bratislava,  2006
- Unió vagy „unificáltatás”? Kolozsvár: Erdélyi Múzeum-Egyesület. 2010. (Erdélyi Tudományos Füzetek 264.)
- Herrschaft an der Grenze: Mikrogeschichte der Macht im östlichen Ungarn im 18. Jahrhundert (Adelswelten, Band 2) (társszerző: Stefan Brakensiek), Böhlau Verlag; 2014
- A Habsburg Monarchia története, 1526-1848 (társszerző: Vlad Popovici), Mega Kiadó, Kolozsvár, 2014
- A Habsburg Monarchia története. 1526–1848; 2. jav. kiad.; Líceum, Eger, 2022

## Díjai
- Bolyai-plakett (MTA Bolyai János Kutatási Ösztöndíj Kuratóriuma), 2009
- Bolyai-emléklap (MTA Bolyai János Kutatási Ösztöndíj Kuratóriuma), 2009
- Bolyai-emléklap (MTA Bolyai János Kutatási Ösztöndíj Kuratóriuma), 2005
- Hanák Péter-díj (Magyar Tudományos Akadémia), 2003